# 中村智太郎
中村 智太郎（なかむら ともたろう、1984年7月16日 - ）は日本の水泳選手である。パルポート彩の台
現在は、小学校をはじめとした場所に行き講演活動を行い、障害者スポーツの普及活動を行いながら、日本水泳連盟の役員の資格を所有しており、祝祭日には和歌山県内の大会へ役員として活動している。
アテネパラリンピックから東京パラリンピックまで5大会連続出場、競泳男子100m平泳ぎの日本代表選手として連続出場している。

## 略歴
1984年7月16日、兵庫県神戸市垂水区で誕生。1989年に和歌山県橋本市へ転入。生まれつき両腕の無い障害（先天性両上肢欠損）があったが、両親は特別扱いはせず「1人で何でもできるように」と愛情と厳しさをもって育てた。水泳は、5歳の時に「両腕が無くても溺れないように」との両親の勧めで始めた。中学生の頃から本格的に水泳に打ちこみ、頭角を現し、念願のパラリンピックに日本代表として出場するレベルにまで達した。

## 人物
- 阪神タイガースファンで、特に金本知憲の大ファン。年に数十回甲子園に観戦。
- 憧れの水泳選手は北島康介選手、今井月選手。
- 鉄道ファンであり、飛行機ファンでもある。
- 好きな歌手はKing Gnu。
- 好きな芸能人は戸田恵梨香。
- 好きなYouTuberはパパラピーズ、ラファエル、マルコス。

## 受賞
- 内閣総理大臣表彰 受賞
- 文部科学大臣表彰 受賞
- 厚生労働大臣表彰 受賞
- 大阪府知事表彰 受賞
- 大阪市スポーツ顕彰 受賞
- 兵庫県スポーツ賞 受賞
- 和歌山県知事表彰 受賞
- 和歌山県スポーツ顕賞 受賞
- 和歌山県スポーツ賞 受賞
- 橋本市スポーツ顕賞 受賞
- 橋本市スポーツ賞 受賞

## 成績
- 2004年 アテネパラリンピック（銅メダル獲得）
- 2008年 北京パラリンピック（5位入賞）
- 2012年 ロンドンパラリンピック（銀メダル獲得）[2]
- 2016年 リオデジャネイロパラリンピック（7位入賞）
- 2020年 東京パラリンピック (8位入賞)[3]